# Veelpleger
Een veelpleger is iemand tegen wie meer dan tienmaal proces-verbaal is opgemaakt in zijn hele criminele carrière, waarvan eenmaal in het afgelopen jaar, wegens een mogelijk strafrechtelijk vergrijp. Een vaak veroordeelde veelpleger wordt ook wel draaideurcrimineel genoemd. Daarnaast bestaat er ook de definitie zeer actieve veelpleger, dit is een veelpleger die meer dan tienmaal een proces-verbaal tegen zich zag opgemaakt in de afgelopen vijf jaar waarvan één proces-verbaal in het voorgaande jaar. Aan deze categorie van zeer actieve veelplegers kan de rechter (Meervoudige Kamer) de tweejarige ISD-strafmaatregel opleggen (ISD staat voor inrichting voor stelselmatige daders) na het plegen van een VH-feit (voorlopige-hechtenisfeit). Hierbij geldt dat niet de zwaarte van het gepleegde feit geldt maar de bewijsbaarheid van het feit. In de praktijk kan dit betekenen dat een zeer actieve veelpleger ook tot de ISD-strafmaatregel veroordeeld kan worden na het stelen van bijvoorbeeld een pak stroopwafels of een rookworst. Het Nederlandse ministerie van Justitie definieerde verder harde-kernjongeren als "jongeren in de leeftijd van 12 tot en met 24 jaar, die in het peiljaar twee zware delicten hebben gepleegd en bovendien in de jaren daarvoor drie antecedenten hebben én jongeren die in het peiljaar ten minste drie zware delicten hebben gepleegd".
Keer op keer pleegt de draaideurcrimineel veelal lichte delicten en keer op keer zit hij daarvoor een korte detentie uit.
Sinds 1 oktober 2004 kent de Nederlandse wet de ISD-maatregel. Met deze maatregel kan de rechter de draaideurcrimineel voor langere tijd achter de tralies laten verdwijnen omdat hij – de rechter – nu ook delicten uit het verleden kan laten meewegen. Draaideurcrimineel wordt in het Engels nogal eens vertaald met de term 'career criminal'. Dat is niet helemaal juist, career criminals plegen doorgaans zwaardere misdrijven dan draaideurcriminelen.
Het beleid tegen veelplegers is de laatste jaren een hot issue in de politieke en maatschappelijke discussie. De veronderstelling is dat veel draaideurcriminelen er in het verleden te makkelijk af kwamen. Een alternatief is gerichter beleid en oplopende straffen bij herhaling.

## Verschil tussen draaideurcrimineel een veelpleger
De definities van draaideurcrimineel en veelpleger houden in dat iemand niet veroordeeld hoeft te zijn om veelpleger te zijn, terwijl dit wel een eis is om een draaideurcrimineel te heten. In de praktijk is de kans dat een veelpleger wat anders is dan een (veroordeelde) draaideurcrimineel onwaarschijnlijk. Maar in het geval waarin iemand er belang bij heeft om een ander in een zwart daglicht te stellen, kan dat uitmaken. Bij misdrijven in beperkte kring (bijvoorbeeld huiselijk geweld, incest) komt naast onderaangifte ook overaangifte voor.